# Haras Federal de Piber

Logo

O Haras Feederal de Piber (Bundesgestüt Piber) é uma academia dedicada a criação de cavalos Lipizzans, na cidade de Piber, perto de Köflach, no oeste de Estíria, Áustria. Fundada em 1789 e em 1920 começou a criação de lipizzans. Atualmente é um dos principais criadores de garanhões para Escola Espanhola de Equitação, para futuros espetáculos. Um dos principais objetivos do criadouro de Piber é "manter uma parte substancial do patrimônio cultural da Áustria e conservar uma das melhores e mais belas raças de cavalos em sua forma original".

## Galeria

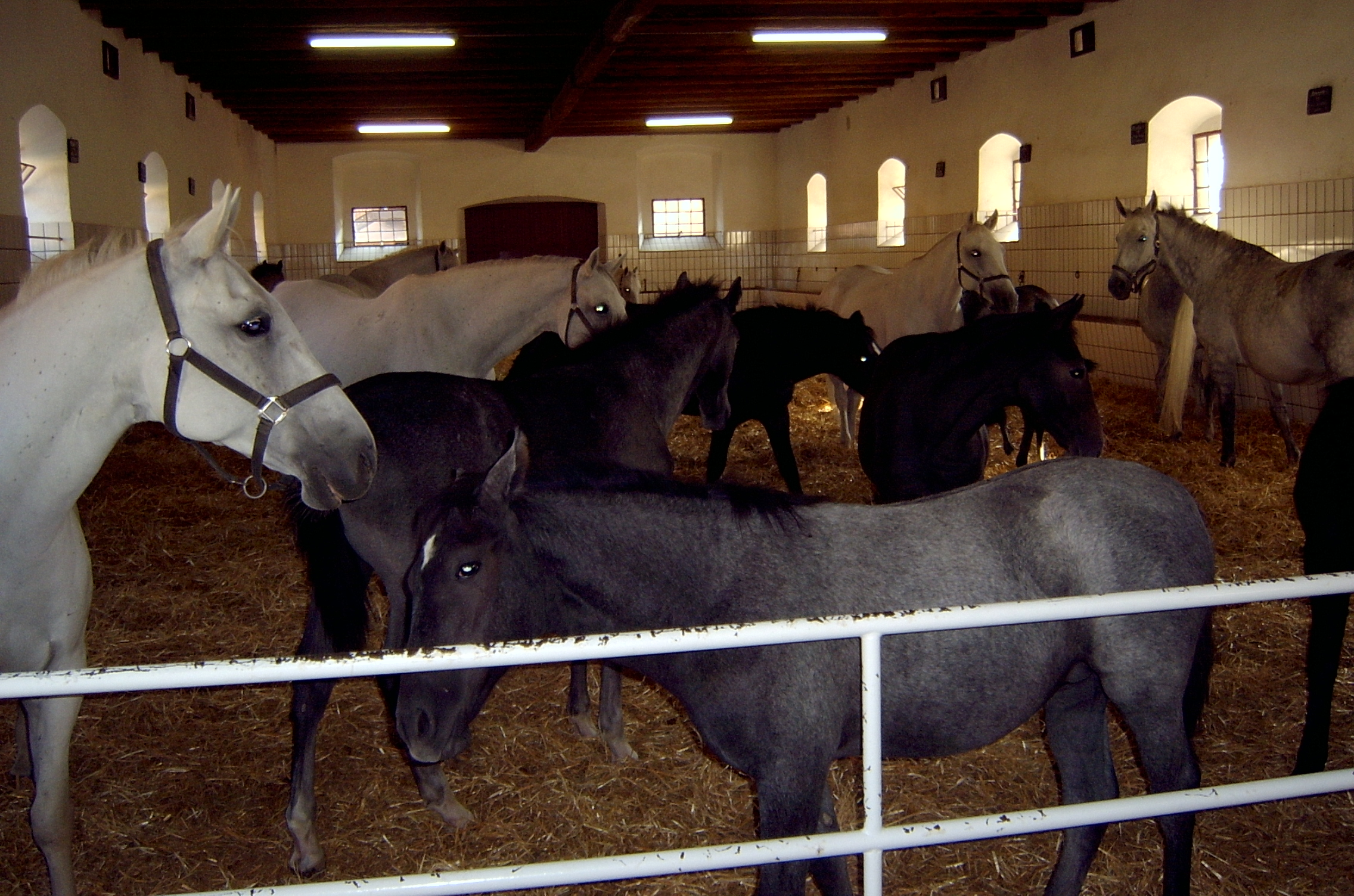
Éguas e crias lipizzanas
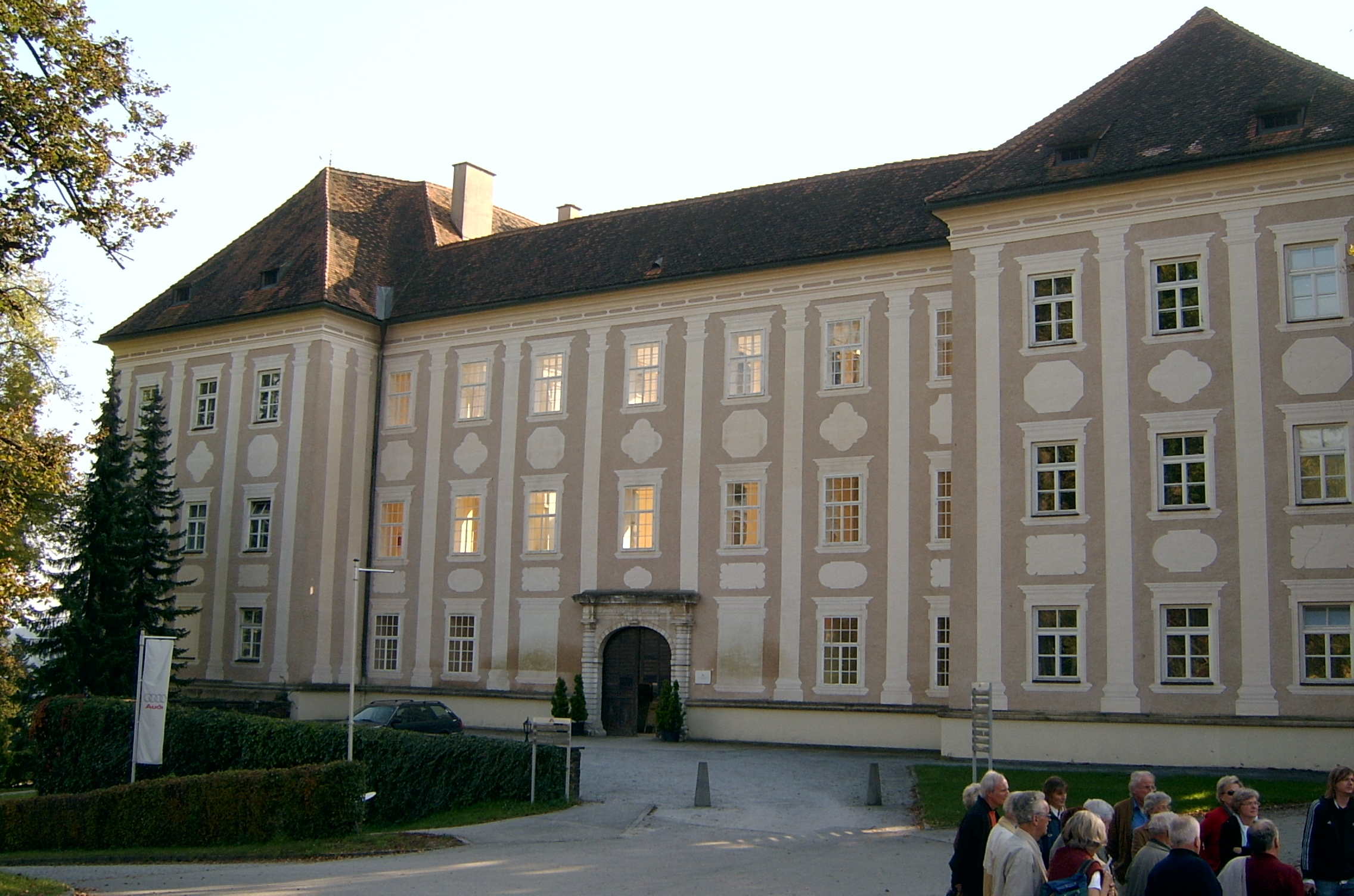
Castelo de Piber
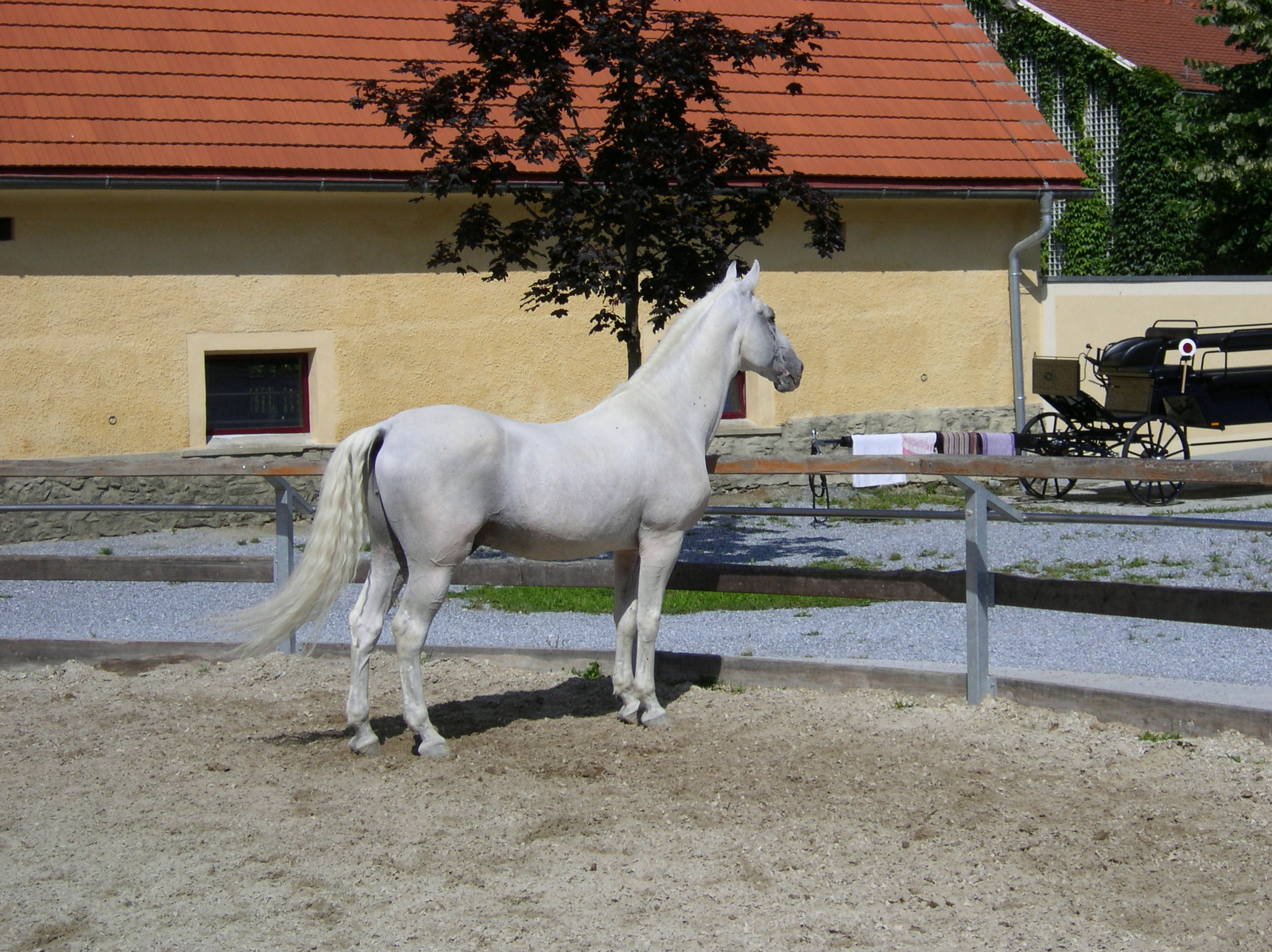
Cavalo em Piber